# Machimus hierosolymae
Machimus hierosolymae är en tvåvingeart som beskrevs av Oskar Theodor 1980. Machimus hierosolymae ingår i släktet Machimus och familjen rovflugor.
Artens utbredningsområde är Israel. Inga underarter finns listade i Catalogue of Life.